# Гомес Давила, Николас
Никола́с Го́мес Да́вила (исп. Nicolás Gómez Dávila; 18 мая 1913, Кахика, Колумбия — 17 мая 1994, Богота) — колумбийский писатель
, философ
, мыслитель-эссеист.

## Биография
Николас Гомес Давила родился в колумбийском городе Кахика, неподалёку от Боготы, 18 мая 1913 года в богатой буржуазной семье. Когда ему было шесть лет, его семья переехала в Европу, где провела следующие семнадцать лет. Николас учился в парижской школе, управляемой бенедиктинцами. На каникулах нередко бывал в Англии. Однако, в скором времени, Николаса Гомеса поразила болезнь, приковавшая его к постели на следующие два года. В это время, он, в частном порядке, обучался латинскому и греческому языкам, что навсегда привило ему любовь к классической литературе.
Когда Н. Г. Давиле исполнилось двадцать три, он вернулся в Боготу и женился на Эмилии Нието Рамос. Как сообщает немецкий писатель Мартин Мосебах, она была уже замужем к моменту встречи с Н. Г. Давилой, по причине чего ей пришлось расторгнуть первый брак, чтобы заключить новый. Несмотря на поспешность, в браке они прожили пятьдесят лет. После свадьбы молодожёны переехали в дом в Боготе, в котором и прожили всю оставшуюся жизнь, вырастив двух сыновей и дочь.
Н. Г. Давила был видным представителем колумбийской элиты. В 1948 он с Марио Пинзоно основал Андский университет. Но несмотря на хорошие отношения с правительством, он твердо решил стоять в стороне от политики. В 1958, после падения милитаристского режима, он отклонил предложение Льераса Альберты занять должность президентского советника. В 1974 он отказался стать представителем Колумбии заграницей. 
Вместо этого Н. Г. Давила проводил большую часть своей жизни, в особенности после травмы, в домашней библиотеке. К концу жизни Н. Г. Давила собрал у себя дома библиотеку, состоящую примерно из тридцати тысяч томов. Такая обширная коллекция стала настоящей семейной проблемой- подобное количество книг было попросту негде разместить.
Значительная часть библиотеки Николаса Гомеса состояла из сочинений на иностранных языках. Помимо испанского, латыни и греческого, он в совершенстве владел французским и английским, свободно читал и изъяснялся на немецком и португальском, а также изучал датский, так как хотел читать Кьеркегора в оригинале, и русский, которым, к своему сожалению, овладеть не успел. Кроме чтения Николас Гомес любил собираться в кругу друзей, которых приглашал в гости на выходных. Ужин обыкновенно перетекал в продолжительные беседы в библиотеке.
Результатами дискуссий и непрестанного чтения стали письменные труды Н. Г. Давилы. Однако, публиковал он свои работы очень неохотно. Первые две из них, например, были доступны только членам семьи и близким друзьям. Но в 1954, по настоянию брата, он все-таки опубликовал одно из своих сочинений, под название «Notas» (Записки), собрание афоризмов и кратких заметок. В 1959 Н.Г Давила опубликовал труд под названием «Textos l» (Тексты l), состоящий из множества эссе. Работа, следующая за этими, в некотором смысле вынужденными публикациями, появилась только через целых двадцать лет. Затишье прекратился в 1977 году с выходом двух томов «Схолий», Н. Г. Давила переосмыслил все написанное им прежде и выпустил сборник афоризмов, самую знаменитую свою работу. Следующее собрание афоризмов («Новые схолии») было напечатано в 1986. Последний сборник, под названием «Последующие схолии», появился в 1992. Так же, в 1988 и 1995 были опубликованы еще две небольшие работы. Надо упомянуть, что публикация ни одной из работ не имела целью ни стяжание славы, ни широкую огласку, ни коммерческую выгоду. Как говорил сам Николас Гомес Давила: «Я не хочу оставить после себя произведения. Единственные произведения, которые меня интересуют, находятся бесконечно далеко от моих рук. Я хочу оставить томик, который кто-нибудь время от времени открывал бы; прохладную тень, в которой укрылись бы несколько человек. Да! Я хочу, чтобы времена прошивал бы голос, голос внятный и чистый»
Как ни странно, Николас Гомес наиболее известен не в родной Колумбии, и даже не в других испаноговорящих странах, а в Германии и Австрии. За несколько лет до его смерти, немецкий переводы стали появляться в Вене. Многие известные немецкие писатели, например: Эрнст Юнгер, Мартин Мосебах, Бото Штраус, высоко оценивали творчество Н. Г. Давилы. На сегодняшний день работы Николоса Гомеса Давилы переведены так же и на французский, английский, итальянский, польский и русский языки.
Умер Н. Г. Давила накануне восемьдесят первого дня рождения в своей библиотеке, 17 мая 1994 года.

## Творчество
Критик современной западной цивилизации с резко антилиберальных, право-католических позиций, аттестующий себя как «настоящего реакционера», Гомес Давила в формах мысли выступал наследником традиций французских моралистов XVII в., Ривароля, Доносо Кортеса, Шопенгауэра, Ницше и развивал жанр философского афоризма, краткого и острого примечания, фрагментарной заметки или сноски. Сборники таких сочинений, типологически близких Чорану, и составили его наследие, привлекшее к себе внимание лишь в последние годы жизни мыслителя.

## Известность и признание
В 1990-х — начале 2000-х годов его книги были переведены на английский, французский, немецкий, итальянский и польский языки и были с интересом восприняты рядом писателей и мыслителей Европы, особенно Германии, причем как правых, так и левых — Э. Юнгером, Б. Штраусом, Х. Мюллером и др.

## Сочинения
- Notas I (1954, переизд. 2003)
- Textos I (1959, переизд. 2002).
- Escolios a un texto implícito (2 тт., 1977)
- Nuevos escolios a un texto implícito (2 тт., 1986)
- Sucesivos escolios a un texto implícito (1992, переизд. 2002)
- Escolios a un texto implícito. Selección (2001, избранное)

### Публикации на русском языке
- Гомес Давила Николас. Схолии к имплицитному тексту / исп., рус. / пер. с исп. Е. Косиловой; под ред. В. Дворецкого. Сер. Памятники философской мысли. — М.: Канон+ РООИ «Реабилитация», 2021. — 896 с. — ISBN 978-5-88373-650-5.